# Cavernago
Cavernago (lombardul: Caernàch) település Olaszországban, Lombardia régióban, Bergamo megyében. Lakosainak száma 2820 fő (2023. január 1.). Cavernago Urgnano, Ghisalba, Zanica, Grassobbio, Seriate és Calcinate községekkel határos.

## Népesség
A település lakossága az elmúlt években az alábbi módon változott:
| Lakosok száma | 2620 | 2587 | 2820 |
|               | 2017 | 2018 | 2023 |